# Lenny (piłkarz)
Lenny Fernandes Coelho (ur. 23 marca 1988) – brazylijski piłkarz występujący na pozycji napastnika.

## Kariera piłkarska
Od 2005 do 2015 roku występował w Fluminense FC, SC Braga, Desportivo Brasil, SE Palmeiras, Figueirense, Boavista, Ventforet Kofu, Madureira i Atlético Sorocaba.